# Enregistreur à accès rapide
En aéronautique, l'enregistreur de maintenance ou enregistreur à accès rapide (QAR pour l'anglais Quick Access Recorder) est un enregistreur de données conçu pour fournir un accès facile aux données de vol brutes, par des moyens tels que les connexions USB, par le réseau cellulaire et / ou l'utilisation de cartes mémoire. Ces enregistreurs sont généralement utilisés par les compagnies aériennes pour améliorer la sécurité des vols et l'efficacité opérationnelle, généralement dans le cadre de leurs plans d'assurance qualité des opérations aériennes (en),. Comme l'enregistreur de données de vol (FDR) de l'avion, le QAR reçoit ses entrées de la Flight-data acquisition unit (en) (FDAU), enregistrant plus de 2000 paramètres de vol. Le QAR peut également échantillonner des données à des taux beaucoup plus élevés que le FDR et, dans certains cas, sur des périodes plus longues. Contrairement aux enregistreurs de vol (boîtes noires), le QAR n'est généralement pas requis par une autorité nationale de l'aviation civile sur les vols commerciaux et n'est pas conçu pour résister à un accident. Malgré cela, certains QAR ont survécu à des accidents et fourni des informations précieuses au-delà de ce qui a été enregistré par le FDR.
L'enregistreur à accès rapide a été lancé par British European Airways (BEA) sur son avion Hawker Siddeley Trident dans les années 1960 comme une exigence pour prouver la sécurité du système d'autoland de l'avion et pour la certification du système par la CAA. Les enregistreurs à accès rapide sont transportés par tous les avions de la compagnie aérienne remplaçante de BEA, British Airways. Les données de l'enregistreur à accès rapide d'un Boeing 747-400 de British Airways allant de Londres à Bangkok dans lequel l'avion a subi mouvement incontrôlé de la gouverne et une inversion momentanée de celle-ci au décollage, l'avion poursuivant son vol et atterrissant en toute sécurité, ont amené Boeing à modifier la conception de la servocommande de la gouverne de profondeur, une modification qui a été appliquée à tous les Boeing 747 en service, et le NTSB a ensuite utilisé le soupçon d'une mauvaise conception de la servovalve résultant de ces données pour déterminer les causes des accidents du vol United Airlines 585 et du vol USAir 427.
Auparavant, les données de l'enregistreur à accès rapide d'un Trident avaient fourni à l'AAIB des données supplémentaires utiles au-delà de celles de l'enregistreur de données de vol de l'avion, ce qui a aidé à diagnostiquer la cause du vol 548 de British European Airways en 1972, où les dispositifs hypersustentateurs (volets et becs) du Trident n'avaient pas été configurés correctement, amenant l'avion à un décrochage peu de temps après le décollage.